# Võ Thị Sáu (phường)
Võ Thị Sáu là một phường cũ thuộc Quận 3, Thành phố Hồ Chí Minh, Việt Nam.

## Địa lý

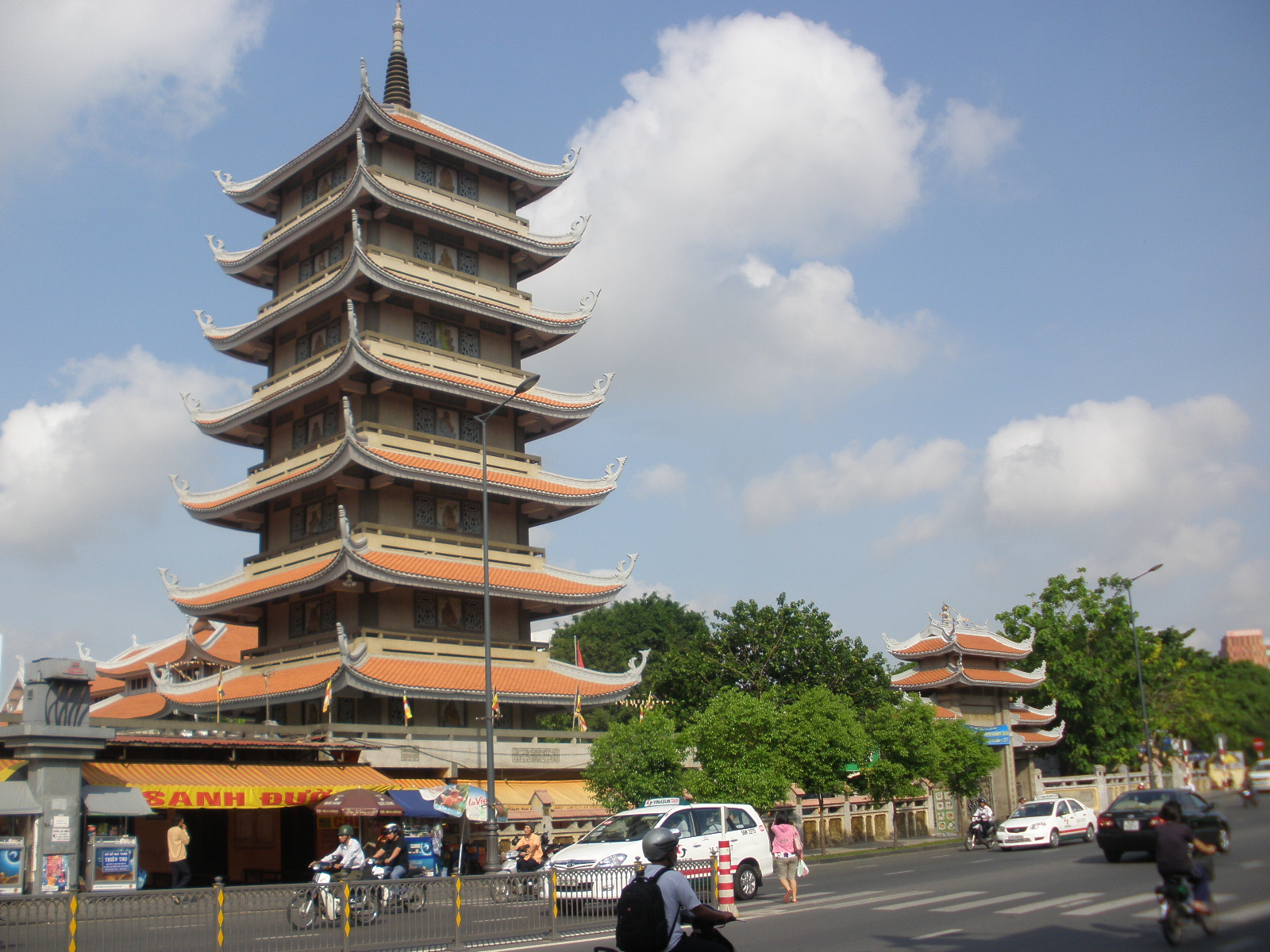
Chùa Vĩnh Nghiêm

Phường Võ Thị Sáu nằm ở trung tâm Quận 3, có vị trí địa lý:
- Phía đông giáp Quận 1
- Phía tây giáp Phường 14, Phường 9 và Phường 10
- Phía nam giáp Phường 4, Phường 5 và Quận 1
- Phía bắc giáp Quận 1 và quận Phú Nhuận.

Phường có diện tích 2,20 km², dân số năm 2021 là 35.902 người, mật độ dân số đạt 16.319 người/km².
Hiện nay, phường là nơi đặt trụ sở Quận ủy, Hội đồng nhân dân và Ủy ban nhân dân Quận 3.

## Hành chính
Phường Võ Thị Sáu được chia thành 13 khu phố đánh số từ 1 đến 13 với 206 tổ dân phố.

## Lịch sử

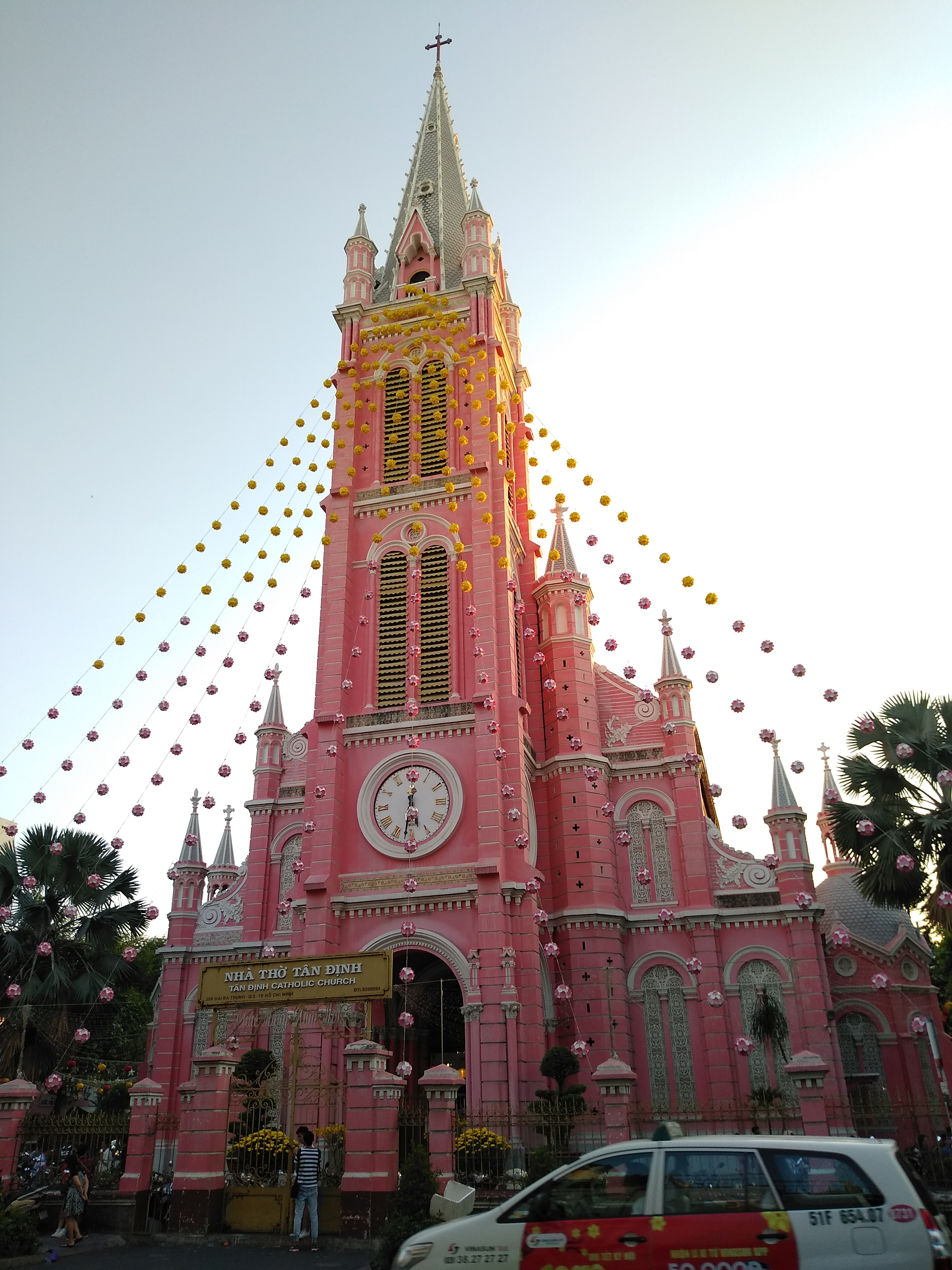
Nhà thờ Tân Định

Trước năm 1975, địa bàn phường Võ Thị Sáu hiện nay tương ứng với phường Đài Chiến Sĩ và một phần phường Yên Đổ thuộc quận 3, thành phố Sài Gòn. Ranh giới hai phường là đường Yên Đổ (nay là đường Lý Chính Thắng). Phần lớn các tên phường ở Sài Gòn dưới thời Việt Nam Cộng hòa được đặt theo tên một con đường hoặc một địa điểm nổi tiếng tại phường đó. Đài Chiến Sĩ vốn là tên của vòng xoay Hồ Con Rùa lúc bấy giờ, còn tên phường Yên Đổ được đặt theo đường Yên Đổ. Về sau, do Công trường Đài Chiến Sĩ đổi tên thành Công trường Quốc tế nên phường Đài Chiến Sĩ cũng được đặt tên mới là phường Hiền Vương theo tên con đường Hiền Vương (nay là đường Võ Thị Sáu).
Năm 1976, các phường Hiền Vương và Yên Đổ giải thể để thành lập 7 phường mới đánh số từ 11 đến 17.
Ngày 26 tháng 8 năm 1982, Hội đồng Bộ trưởng ban hành Quyết định 147-HĐBT. Theo đó, giải thể Phường 16, địa bàn sáp nhập vào Phường 15 và Phường 17.
Ngày 17 tháng 9 năm 1988, Hội đồng Bộ trưởng ban hành Quyết định 145-HĐBT. Theo đó:
- Đổi tên Phường 11 thành Phường 6
- Sáp nhập Phường 12 và Phường 15 thành một phường lấy tên là Phường 7
- Sáp nhập Phường 13 và Phường 14 thành một phường lấy tên là Phường 8.

Đến năm 2019, Phường 6 có diện tích 0,88 km², dân số là 7.263 người; Phường 7 có diện tích 0,92 km², dân số là 12.595 người; Phường 8 có diện tích 0,40 km², dân số là 16.877 người.
Ngày 9 tháng 12 năm 2020, Ủy ban thường vụ Quốc hội ban hành Nghị quyết 1111/NQ-UBTVQH14 về việc sắp xếp các đơn vị hành chính cấp huyện, cấp xã và thành lập thành phố Thủ Đức thuộc Thành phố Hồ Chí Minh (nghị quyết có hiệu lực từ ngày 1 tháng 1 năm 2021). Theo đó, sáp nhập toàn bộ diện tích và dân số của Phường 6, Phường 7 và Phường 8 để thành lập phường Võ Thị Sáu.
Ngày 16 tháng 6 năm 2025, Ủy ban thường vụ Quốc hội ban hành Nghị quyết 1685/NQ-UBTVQH15 về việc sắp xếp các đơn vị hành chính cấp xã của Thành phố Hồ Chí Minh năm 2025 (nghị quyết có hiệu lực từ ngày 1 tháng 7 năm 2025). Theo đó, sắp xếp toàn bộ diện tích tự nhiên, quy mô dân số của phường Võ Thị Sáu và phần còn lại của Phường 4 (Quận 3) để thành lập phường mới có tên gọi là phường Xuân Hòa. Phường Võ Thị Sáu chính thức chấm dứt tồn tại kể từ ngày 1 tháng 7 năm 2025.